# Улановская, Майя Александровна
Майя Александровна Улановская (20 октября 1932, Нью-Йорк — 25 июня 2020, Иерусалим) — израильская писательница, переводчица, публицистка, автор мемуаров. Участница диссидентского движения в СССР.

## Биография
Родилась в Нью-Йорке, где её родители — советские разведчики-нелегалы Александр Петрович ( Израиль Хайкелевич) Улановский (1891—1971) и Надежда (Эстер) Марковна Улановская (урождённая Фридгант, 1903—1986) — находились в командировке как сотрудники Главного разведывательного управления. В 1948—1949 годах родители Майи Улановской были арестованы по политическим обвинениям.
В 1949 г. после окончания школы поступила в Московский Институт пищевой промышленности. Там вступила в подпольный молодёжный антисталинский «Союз борьбы за дело революции».
7 февраля 1951 года была арестована органами МГБ и 13 февраля 1952 г. Военной коллегией Верховного суда СССР приговорена к 25 годам заключения. Срок отбывала в Озерлаге. В феврале 1956 года дело было пересмотрено, срок заключения снижен до 5 лет, и она вместе с другими соучастниками была освобождена по амнистии. В том же году вышла замуж за поэта и переводчика Анатолия Якобсона. В 1959 году родился сын Александр, который впоследствии стал историком, публицистом и политическим деятелем.
В 1960—1970-е годы работала в библиотеке ИНИОНа в Москве и участвовала в правозащитном движении — перепечатывала самиздат, передавала информацию за рубеж.
В 1973 году эмигрировала с мужем и сыном в Израиль; в следующем году её брак распался.

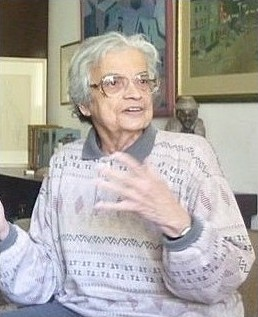
Майя Улановская.
Иерусалим, 2010 г.

Работала в Национальной библиотеке в Иерусалиме. Перевела на русский язык несколько книг с английского (в том числе Артура Кёстлера и Джеймса Миченера), иврита и идиша. Совместно с матерью написала воспоминания «История одной семьи», изданные в США в 1982 году и впоследствии переизданные ею в России. Автор книги «Свобода и догма: жизнь и творчество Артура Кёстлера» (Иерусалимский издательский центр, 1996).

## Семья
- Сестра — Ирина Александровна Улановская (1937—1961), была замужем за поэтом Александром Тимофеевским.
  - Племянник — Александр Тимофеевский-младший (1958—2020), кинокритик и журналист.
- Муж — поэт Анатолий Якобсон.
  - Сын — Александр Якобсон, израильский историк, публицист и политик.

## Избранные произведения
- Внутренний план жизни [В годовщину смерти В. Гершуни] // Мемориал-аспект. — М., 1996. — № 17. — С. 8.
- Еврейская национальная библиотека и её российские корни // Иерусалимский библиофил. — Иерусалим, 1999. — Вып. 1. — С. 86–[94].
- История одной семьи. — New York: Chalidze Publication, 1982. — 451 с.

. — М.: Весть-ВИМО, 1994. — 432 с.
. — СПб.: ИНАПРЕСС, 2003. — 463 с.
. — СПб.: ИНАПРЕСС, 2005. — 461 с.
- Об Анатолии Якобсоне // Памяти Анатолия Якобсона: Сб. воспоминаний к 75-летию со дня рождения. — Бостон: М. Graphics Pub., 2010. — С. 19–31.

 // Евреи в культуре русского зарубежья. — Иерусалим, 1995. — № 4. — С. 69–84. (Опубл. с сокращ. и с добавлением текста В. Фромера)
- Письма Юне Вертман // Памяти Анатолия Якобсона: Сб. воспоминаний к 75-летию со дня рождения. — Бостон: М. Graphics Pub., 2010. — С. 32–38.
- Почему Кёстлер? // «22». — Тель-Авив, 1997. — № 104. — С. 187–192. (Для презентации книги о Кёстлере, Иерусалим, ноябрь 1996)
- Свобода и догма : жизнь и творчество Артура Кёстлера. — Иерусалим: Иерусалимский  издат. центр, 1996. — 173 с.

### Переводы
- С иврита:
  - Ковнер А. Книга свидетельств = יום זה : מגילת עדות. — Иерусалим: Библиотека Алия, 1989. — 275 с. с.
  - Нетаниягу Й. Письма Йони: портрет героя = מכתבי יוני / собраны и подгот. к печати Беньямином и Идо Нетаньягу. — Иерусалим: Тарбут, [1984].
    - Письма. — [2-е изд.]. — Иерусалим; М.: Гешарим; Мосты культуры, 2001. — 330 с.

  - Нетаниягу И. Последний бой Йони = הקרב האחרון של יוני. — Иерусалим; М.: Гешарим; Мосты культуры, 2001. — 252 с.
- С английского:
  - Кестлер А. Воры в ночи : хроника одного эксперимента = Thieves in the night. — Изд. 1-е – 3-е. — Иерусалим: Библиотека Алия, 1981–1990.
  - Кестлер А. Приезд и отъезд : роман = Arrival and departure // Ной : армяно-еврейский вестник. — М.. — № 20 (последний). — С. 72–215.
  - Кестлер А. Тринадцатое колено = Thirteenth tribe // Время и мы. — Нью-Йорк; М.; Иерусалим, 1998. — № 140. — С. 190–231. (Краткое изложение и перевод)
  - Кестлер, Артур: Приезд и отъезд : роман. // «Филобиблон», Иерусалим, 2017. 227 с.
- С идиша:
  - Котик Е. Мои воспоминания = מיינע זכרונות. — СПб.; М.; Иерусалим: Изд-во Европейского ун-та; Мосты культуры; Гешарим, 2009. — Т. 1. — 367 с.
  - Котик Е. Мои воспоминания. Часть 2. Скитаясь и странствуя. М.—Иерусалим: Мосты культуры — Гешарим, 2012. — 302 с.